# Zybin NM-1
Zybin NM-1 (russisch Цыбин НМ-1) ist die Bezeichnung eines sowjetischen Experimentalflugzeuges zum Ende der 1950er Jahre. Es wurde gebaut, um praktische Erfahrungen für den geplanten strategischen Höhenaufklärer RSR zu sammeln. Dieser sollte in 30 Kilometern Höhe operieren und das Gegenstück zur amerikanischen SR-71 bilden. Letztendlich wurde aber nur die NM-1 realisiert. Das Kürzel NM steht für Nautschnaja model (russisch Научная модель, Forschungsmodell).

## Entwicklung
Die NM-1 war als Mitteldecker mit trapezförmigen Trag- und Leitwerk großer Tiefe ausgelegt. Das Rumpfgerüst bildete eine Stahlrohrkonstruktion, die mit Aluminium und Sperrholz beplankt war. Die Tragflügel bestanden ganz aus Aluminium. Das Fahrwerk war in Tandemanordnung konstruiert, wobei das Hauptgestell in den Rumpf und die Stützräder in die Verkleidung der an den Tragflächenenden angebrachten Mikulin AM-5-Triebwerke einfuhren.
Pawel Zybin begann 1953 mit den ersten Entwürfen zur RSR. Im Mai 1955 wurde sein eigenes Konstruktionsbüro (OKB-256) eröffnet und 1957 erfolgte der Bau der NM-1. Erste Bodenschlepps erfolgten Ende 1957 mit einer Pe-2. Durch Verzögerungen, hervorgerufen durch Schwierigkeiten mit den Antrieben sowie mangelnder Unterstützung staatlicherseits, fand der Erstflug mit dem Piloten Amet-Chan Sultan erst am 7. April 1959 statt. Bei den anschließend durchgeführten zehn Testflügen ergaben sich Beeinträchtigungen bei der Steuerbarkeit durch das zu klein konstruierte Leitwerk. Da sich auch die Probleme mit den AM-5-Turbinen nicht abstellen ließen, wurden die Versuche 1960 eingestellt und Zybins Konstruktionsbüro in Mjassischtschews OKB-23 eingegliedert. Die gewonnenen Erfahrungen schlugen sich jedoch in anderen Konstruktionen von sowjetischen Hochgeschwindigkeits-Strahlflugzeugen dieser Ära nieder, etwa bei dem ebenfalls nicht realisierten Nachfolger der RSR, R-020, oder den strategischen Bombenflugzeugen Suchoi T-4 und Mjassischtschew M-50.
Die nicht mehr benötigte NM-1 wurde verschrottet, einzelne Baugruppen wie das Hauptfahrwerks-Rumpfsegment wurden ins MAI verbracht.

## Technische Daten
| Kenngröße             | Daten             |
| --------------------- | ----------------- |
| Spannweite            | 10,48 m           |
| Länge                 | 26,57 m           |
| Flügelfläche          | 64,0 m²           |
| Flügelstreckung       | 1,7               |
| Leermasse             | 7.850 kg          |
| Startmasse            | 9.200 kg          |
| Antrieb               | zwei Mikulin AM-5 |
| Startschub            | je 19,6 kN        |
| Höchstgeschwindigkeit | 490 km/h          |
| Gipfelhöhe            | 4.000 m           |